# Paisatgista
|  | «Paisatgisme» redirigeix aquí. Vegeu-ne altres significats a «Paisatge (gènere pictòric)». |

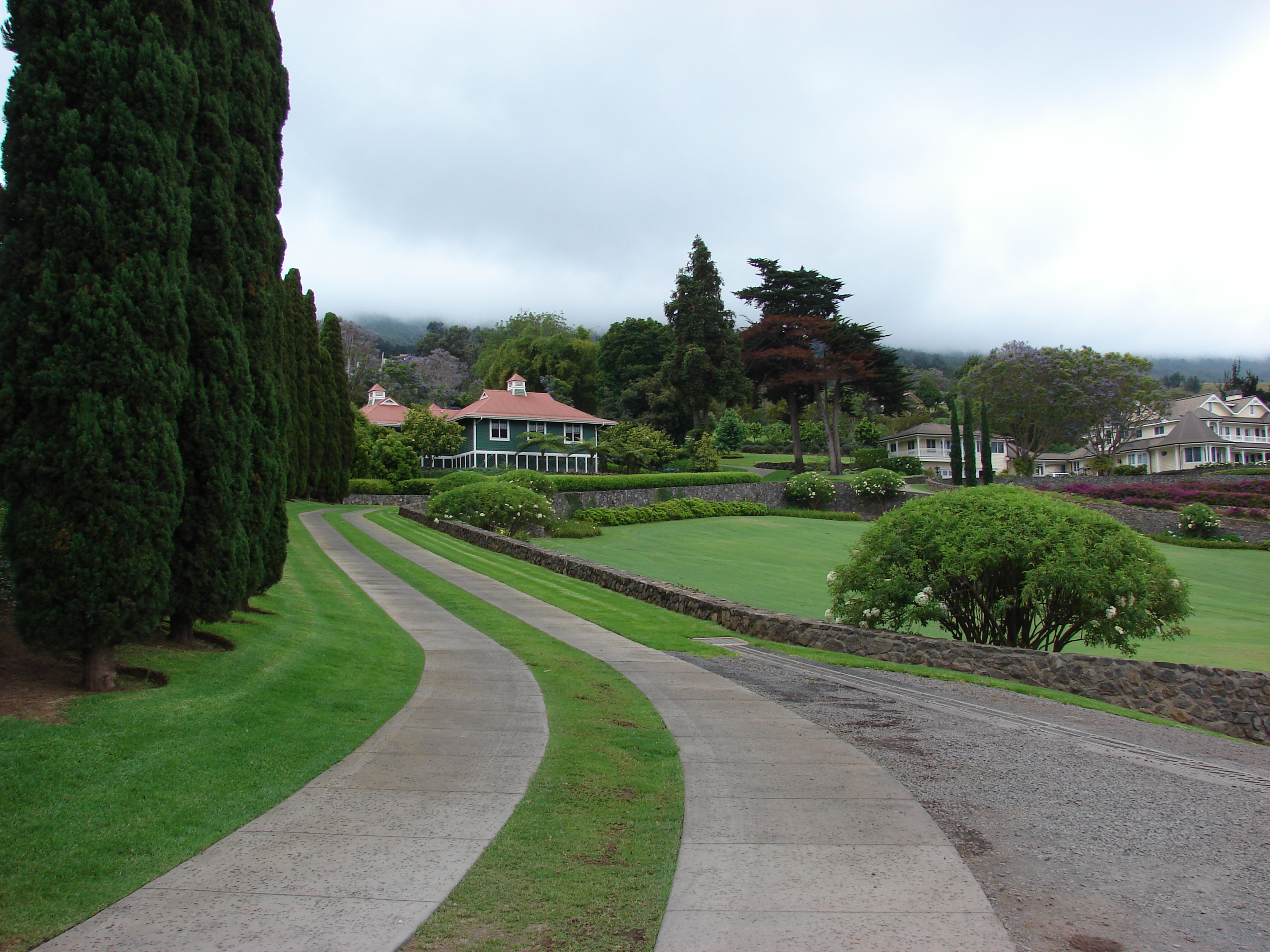
El paisatgista aprofita el relleu natural del terreny i combina zones de gespa amb arbres i arbusts

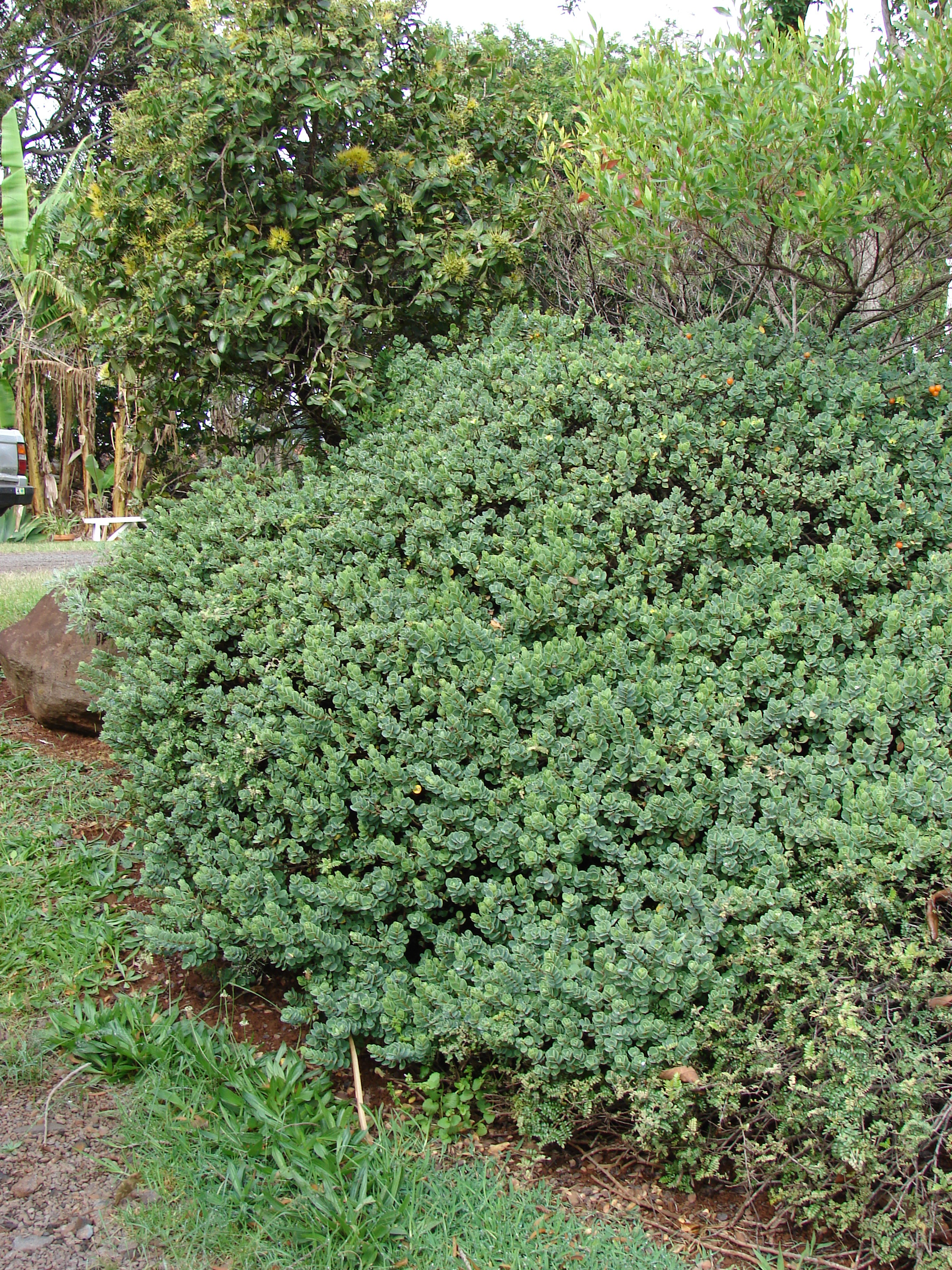
El paisatgisme modern cerca a utilitzar plantes de la flora autòctona que estan adaptades al clima i no requereixen cura intensiva.

Un paisatgista és un artesà l'ofici del qual consisteix a arreglar l'espai exterior d'un habitatge o d'un edifici per tal de tornar-lo més atraient. Es pot dir que el paisatgista és «l'artista que crea en l'àmbit del paisatge».

## Història

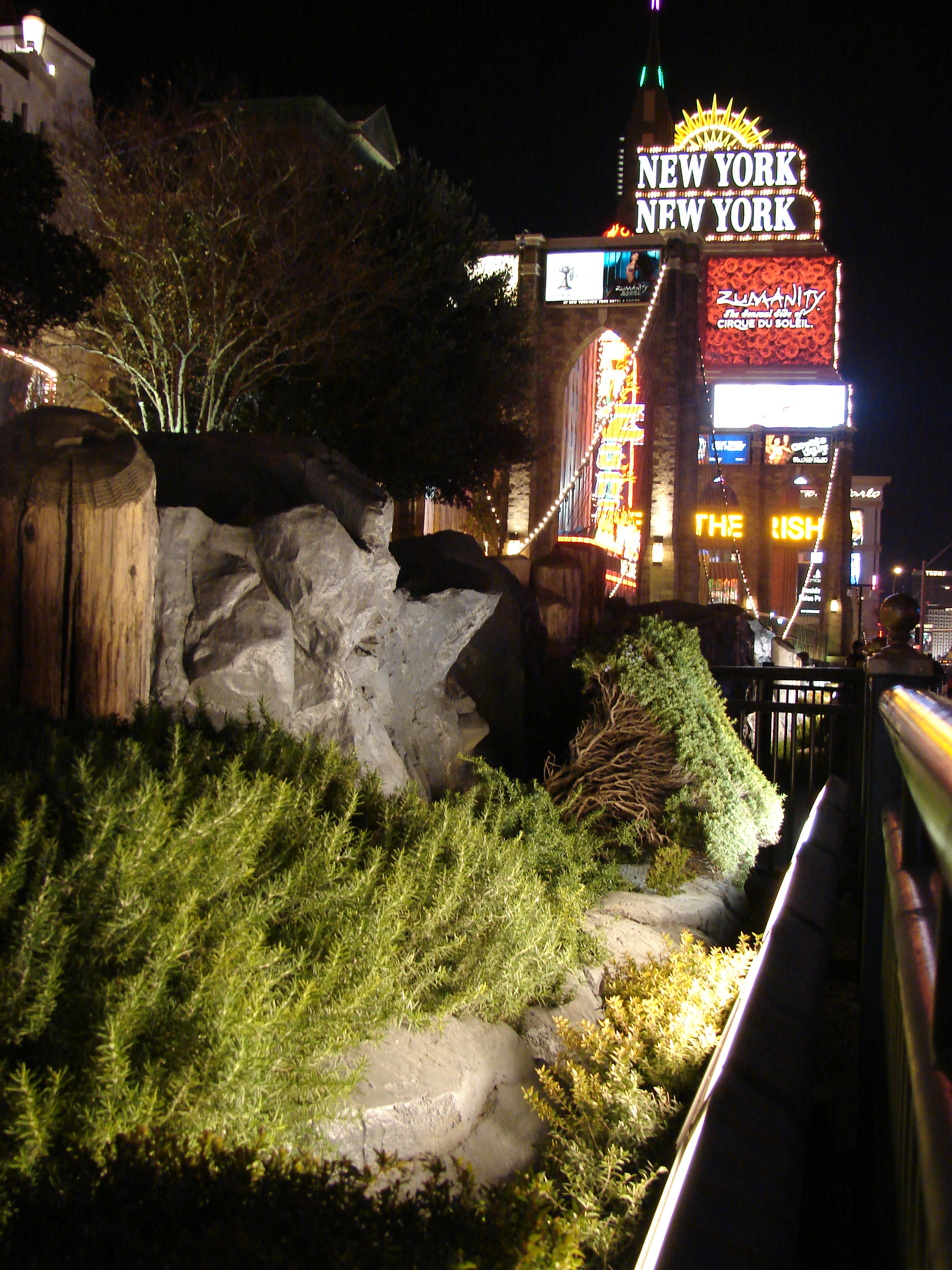
Romaní a una zona de jardí de "desert landscape" a Las Vegas, Nevada.

En el passat, al paisatgista se l'anomenava jardiner. Se'l definia com a dissenyador de  jardins i de parcs. El terme de paisatgista ha aparegut al segle xx. Aquest ofici ha conegut el seu desenvolupament a començaments dels anys 1980, en reacció a l'arquitectura dels anys 1960 que es pot caracteritzar per «molt betó». El desenvolupament de les ciutats, la creació de ciutats noves o fins i tot la construcció de  segones residències exigeixen la intervenció d'especialistes en paisatge. Els oficis del paisatge han conegut una evolució tecnològica sensible: nous materials, màquines, nous mètodes de conreu.
El paisatgisme modern cerca a utilitzar plantes de la flora autòctona que estan adaptades al clima i no requereixen cura intensiva. Aquesta tendència va començar al sud-oest dels Estats Units quan hom va veure que era difícil de mantenir la gespa obligada davant de les cases degut al clima àrid imperant. Aleshores es va crear el "desert landscape" utilitzant roques amb cactus, euforbiàcies i romaní i còdols petits en lloc de la gespa i els llits de flors convencionals.
Aquesta idea no sols va permetre estalviar aigua, sinó que va promoure tota una sèrie d'idees creatives i revolucionàries en el si del paisatgisme.

## Diferents tipus de paisatgistes
Sota el terme comú de paisatgista, es distingeixen diversos oficis:
- l'arquitecte paisatgista que crea plànols. És un professional titular d'un diploma (de nivell Bac+5, a França) que pot ser reconegut per l'associació dels arquitectes de jardins i dels arquitectes paisatgistes si té en ordre la cotització anual.

- l'empresari paisatgista (o jardiner) que està encarregat de la posada en marxa, de la realització dels treballs i de la gestió dels espais.

- el paisatgista mestre d'obra. Té un paper de consell i ajut per a definir una política sobre el paisatge o sobre un projecte.

- l'enginyer paisatgista que es caracteritza pel seu perfil tècnic i la seva capacitat d'adaptació per a totes les escales del paisatge; del territori al taller.

### L'arquitecte paisatgista
- Vegeu l'article ampliat: Arquitecte paisatgista.

### L'empresari paisatgista
- Vegeu l'article ampliat: Empresari paisatgista.

### El paisatgista mestre d'obra
Ajuda a definir una política sobre el paisatge o un projecte. Té a càrrec l'anàlisi del paisatge a escala d'una gran regió o d'un indret precís en el marc de l'elaboració d'un document d'orientació o de planificació (pla de paisatge, carta paisatgista, esquema de coherència territorial, pla local d'urbanisme), d'un gran projecte (creació, requalificació o investigació de la implantació d'una infraestructura, d'un equip, d'un barri) o de projectes més puntuals.
Els interventors sobre el paisatge són nombrosos: agricultors, particulars que construeixen, cap de projecte d'infraestructura, promotors, pedrers, explotadors d'aerogeneradors... El paper del consell consisteix aleshores a comprometre una reflexió sobre l'evolució del paisatge. En tant que mediador, ajuda a coordinar diverses polítiques o operadors al voltant d'un projecte comú i compartit d'evolució del paisatge. Aquestes eines són múltiples i van del plànol, afers jurídics, el quadern de recomanació, el reglament, el quadern d'orientacions...
A partir d'un programa, està encarregat de la creació o la requalificació d'espais públics ( places, carrers,  travesseres de  viles, espais residencials), d'un parc o d'un jardí, la concepció de condicionaments turístics i de lleure, etc.
El paisatgista mestre d'obra en pot aleshores garantir la concepció, considerar el projecte financerament i definir-ne les modalitats tècniques de realització (tria de materials i de posades en marxa), ajudar a definir empreses, seguir el taller, etc.
Els seus camps d'acció són nombrosos: requalificació d'erms, de ribes, d'espais públics urbans, barris residencials, zones industrials, creació de senders, disposició del litoral, de vies de tramvia, etc.

### L'enginyer paisatgista
- Vegeu l'article ampliat: Enginyer paisatgista.

## Alguns paisatgistes famosos
- Jean-Noël Capart
- Gilles Clément
- Michel Desvigne
- Beatrix Farrand
- Jean Claude Nicolas Forestier
- André Le Nôtre, creador de nombrosos jardins a la francesa
- Alain Provost
- José María Velasco
- Michel Corajoud,
- Benoît Fondu
- François Goffinet
- David Roland
- Joseph De Gryse
- Christian Préaud